# Pierre du Pôt

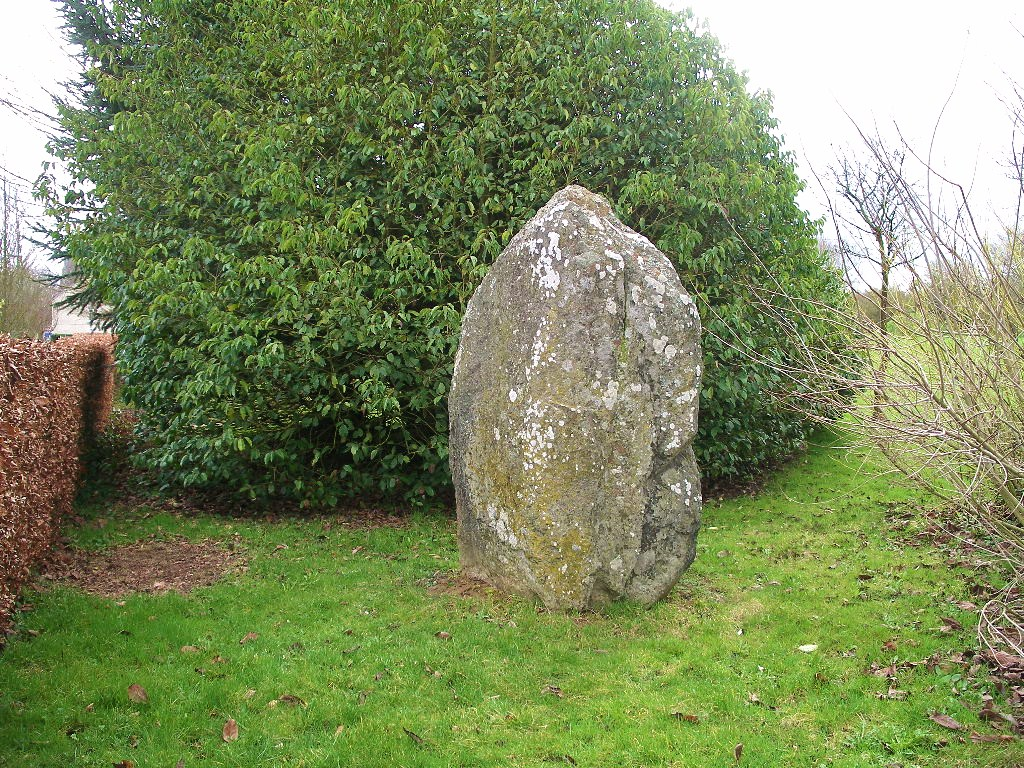
Pierre du Pôt

Der Menhir Pierre du Pôt (auch Pierre du Post oder Postis genannt) steht nahe der Départementstraße, im Nordwesten von Ussy, bei Potigny im Département Calvados in der Normandie in Frankreich.

## Beschreibung
Ursprünglich befand sich der Menhir aus Kalkstein etwa eineinhalb Kilometer südwestlich von Ussy, an der Straße nach Saint-Germain-Langot in einem Feld namens Le Pôt. Der Bauer hatte ihn zerteilt und am Straßenrand abgelegt. Die Gemeinde Ussy barg den zerbrochenen Megalith, um ihn im Park des Arboretums aufzustellen. Der rautenförmige Stein ist etwa 2,2 m hoch, 1,4 m breit, und weist einen langen vertikalen Riss auf. In der Nähe seines alten Standortes steht der Menhir Pierre de la Hauberie und im nahen Villers-Canivet liegt der Menhir von Grurie.
Der Menhir ist seit 1945 als Monument historique registriert. Sein ursprünglicher Standort ist auch geschützt, obwohl der Menhir dort nicht mehr vorhanden ist.

## Legenden
Es wurde angenommen, dass unter dem Menhir ein Schatz versteckt war. 1824 stürzten ihn junge Leute der Gemeinde, um den verborgenen Reichtum zu bergen.